# Noble M600
Pour les articles homonymes, voir M600.
La Noble M600 est une supercar produite par le constructeur automobile britannique Noble Automotive à partir de 2011.

## Moteur
La Noble M600 possède un V8 4,4 L dérivé du Volvo S80. Ce moteur, conçu par Yamaha et possédant un angle d'ouverture de 60°, a été revu avec notamment l'adjonction de deux turbocompresseurs Garrett, dont la suralimentation est contrôlée électroniquement. Trois modes sont offerts au conducteur : le premier, pour la route, limite la pression de suralimentation à 0,6 bar pour réduire la consommation. La puissance s'établit à 450 ch. Le deuxième mode (« Track » pour « circuit ») permet d'augmenter la pression de suralimentation à 0,8 bar, ce qui entraîne une augmentation de la puissance à 550 ch. Le troisième mode est le mode sans restriction, offrant 1 bar de boost et permettant au moteur de délivrer 650 ch. Ces trois modes sont sélectionnables à l'aide d'une commande sur le tableau de bord, et d'un indicateur de rappel permet de voir le mode utilisé.
Le moteur possède une injection électronique, et un rapport volumétrique de 9.5:1. Le régime maximum est fixé à 7 000 tr/min. Le moteur est monté à l'arrière, et est secondé par une transmission manuelle à six rapports.

## Châssis et trains roulants
La Noble M600 est construite sur un châssis tubulaire en acier. Pour économiser du poids, la carrosserie utilise des éléments en fibre de carbone. La direction assistée possède un ratio fixe, la suspension n'est pas pilotée, contrairement à beaucoup de supercars modernes. La répartition des masses est de 40/60, pour un poids total de 1 275 kg.

## Performances
Les performances de la voiture sont de haut niveau : 0 à 100 km/h en 3 secondes, 400 m départ arrêté en 11 secondes, et une vitesse de pointe de 362 km/h.

## Aides à la conduite
La Noble M600 possède un système anti-patinage, désactivable grâce à un bouton inspiré par les commandes de lancement de missiles d'un avion de chasse. Le principe de ce bouton est qu'il ne peut être activé par inadvertance. C'est le seul système électronique d'aide à la conduite disponible sur la voiture : il n'y a ni système anti-blocage, ni ESP, ce qui rend la conduite sportive difficile pour un novice.